# Torre del Marqués

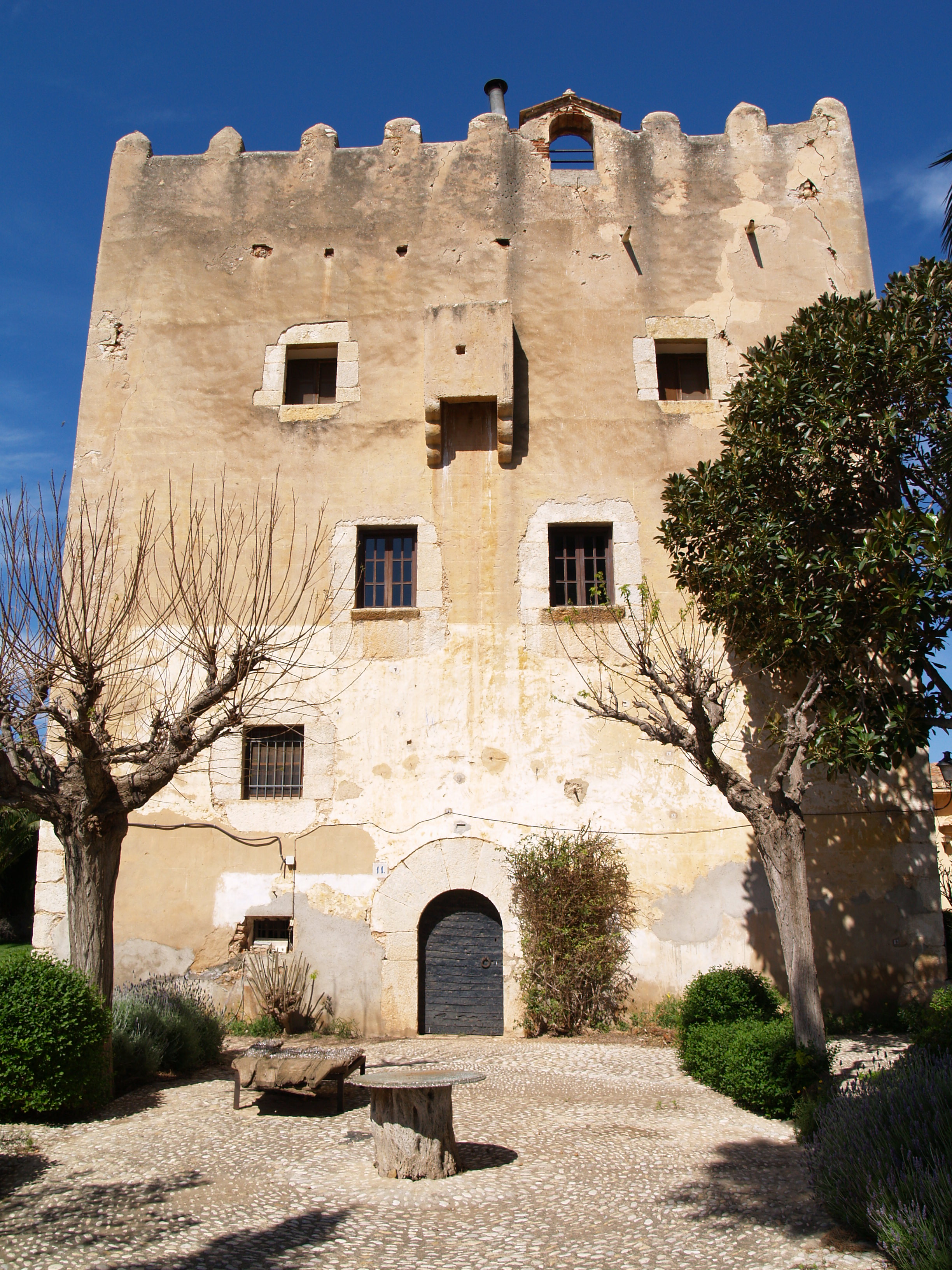

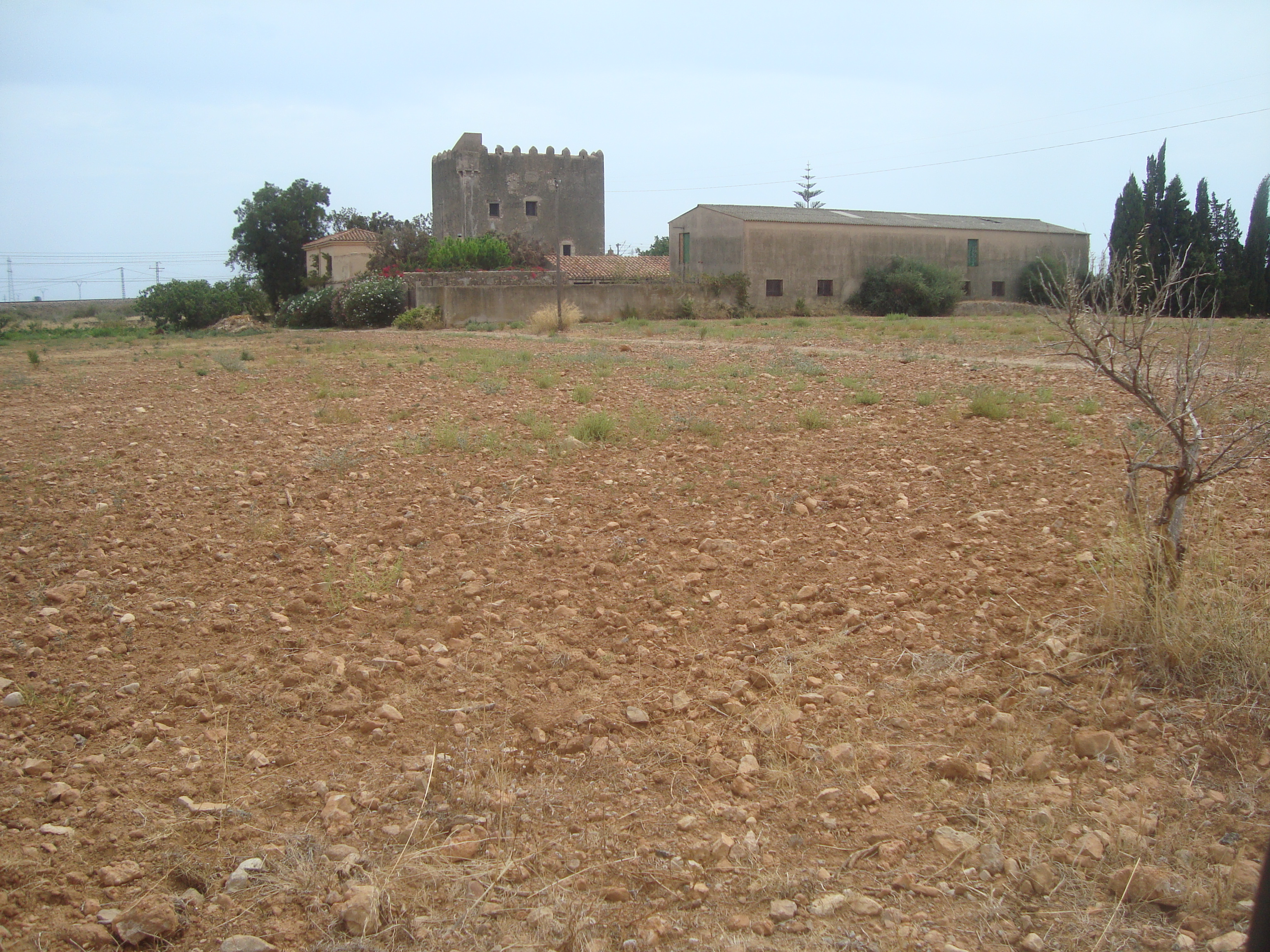
Torre del Marqués (Torreblanca)

La torre del Marqués, también llamada de Doña Blanca está situada a dos kilómetros de la población de Torreblanca (Provincia de Castellón, España) hacia la costa. Esta torre perteneció a Doña Blanca descendiente de Jaime I, de ahí que antiguamente se denominara con su nombre.
Se trata de un edificio medieval de planta cuadrangular y cuatro plantas, almenado con pequeña arcada y una puerta de entrada de arco de piedra de medio punto, blindada con gruesos clavos. Sobre esta fachada se encuentran también cuatro ventanas rectangulares recercadas en piedra. En la fachada opuesta también se aprecia la existencia de varias ventanas de la misma proporción. Posee una garita redonda en su esquina noroeste y un matacán sobre la puerta de entrada, a la altura del tercer piso.